# Ficus illiberalis
Ficus illiberalis är en mullbärsväxtart som beskrevs av Edred John Henry Corner. Ficus illiberalis ingår i släktet fikonsläktet, och familjen mullbärsväxter. Inga underarter finns listade i Catalogue of Life.